# Timo Hübers
Pour les articles homonymes, voir Hübers.
Timo Hübers, né le 20 juillet 1996 à Hildesheim en Allemagne, est un footballeur allemand qui évolue au poste de défenseur central au FC Cologne.

## Biographie

### Hanovre 96
Né à Hildesheim en Allemagne, Timo Hübers est formé par le Hanovre 96. Il joue son premier match en professionnel le 14 avril 2018, lors d'une rencontre de Bundesliga face au VfB Stuttgart. Il est titularisé en défense centrale et les deux équipes se neutralisent ce jour-là.

### FC Cologne
Le 30 juin 2021 est annoncé le transfert de Timo Hübers au FC Cologne, qu'il rejoint librement et avec qui il signe un contrat de deux ans,.
Il joue son premier match sous ses nouvelles couleurs le 8 août 2021, lors d'une rencontre de coupe d'Allemagne face au FC Carl Zeiss Iéna. Il est titularisé lors de cette rencontre remportée par son équipe après une séance de tirs au but. Il inscrit son premier but pour Cologne, et dans l'élite du football allemand le 22 janvier 2022, face au VfL Bochum. Il est titularisé ce jour-là et marque le but égalisateur du 1-1, et les deux équipes se neutralisent (2-2 score final),.
Le 13 juillet 2023, Timo Hübers prolonge son contrat avec le FC Cologne de trois années supplémentaires, soit jusqu'en juin 2026.